# 풍기 (영화)
풍기(Punggi)는 2024년에 개봉한 대한민국의 영화이다.

## 줄거리
사업이 쫄딱 망했다. 그래도 제2의 인생의 막은 시작된다! 서울에서 증권회사에 다니며 잘 살던 ‘상식’(김정태)은 하루 아침에 사업이 망하고 쫓기듯 가족들과 풍기로 귀촌한다. 이왕 온 김에 인삼 농사를 하며 잘살아 보려던 상식이지만, 마을의 이장 ‘소라’(이채영)는 옆에서 계속 훼방을 놓고 아내 ‘수리’(이선진)의 소개로 나간 방송에선 악마의 편집으로 천하의 나쁜 놈이 됐다. 과연 위기에 처한 상식은 풍기에 무사히 안착할 수 있을까? 성공, 그거 딱 한 번만 해볼게요!

## 출연진
- 김정태: 노상식 역
- 이선진: 마수리 역
- 이채영: 강소라 역
- 유태웅: 광남 역
- 정흥채: 정대팔 역
- 김다현: 본인(김다현) 역
- 남경읍: 박회장 역

## 참고 사항
- 이채영은 KBS 2TV 일일 드라마 《비밀의 여자》 이후로 1년만에 재회하여 캐스팅 되었다.
- 남경읍은 2023년에 개봉한 영화 《노량: 죽음의 바다》이후로 1년 8개월 만에 재회하여 캐스팅 되었다.